# Kil van Hurwenen
De Kil van Hurwenen (ook: Hurwenensche Uiterwaarden) is een natuurreservaat in de uiterwaard van de Waal bij Hurwenen in de Nederlandse gemeente Maasdriel. Vóór de gemeentelijke herindeling van 1999 behoorde het gebied nog deels tot de gemeente Zaltbommel, echter door een grenscorrectie behoort het thans geheel tot de gemeente Maasdriel. Het gebied meet 146 ha en is eigendom van Staatsbosbeheer.
Het gebied is ontstaan in 1639 toen een voormalige meander van de Waal, waarvan de loop in het landschap nog duidelijk te herkennen is, door menselijk ingrijpen werd afgesneden van de rivier. Bij hoogwater wordt het gebied nog steeds overstroomd door het water uit de rivier. In de directe omgeving bevinden zich nog een aantal zandputten, een overblijfsel van de kleiwinning ten behoeve van de baksteenindustrie. 
Om de natuur- en waterkwaliteit te verbeteren is tussen 2010 en 2015 is het gebied opnieuw ingericht. Dit heeft geleid tot verbeterende leefomstandigheden van diverse plant- en diersoorten. Zo is in het noorden van de Hurwenense uiterwaard een meestromende nevengeul aangelegd. De nevengeul zorgt voor een beter leefmilieu voor met name voor stromingminnende vissoorten. Aanleg van de nevengeul vond plaats binnen de Kaderrichtlijn Water daarnaast draagt bij aan de ecologische doelstellingen van het Europese Natura 2000-programma.
Vele vogelsoorten maken tijdens de trek van en naar hun overwinteringsgebieden gebruik van het gebied om te foerageren. De Kil van Hurwenen, ofwel De Kil, zoals de lokale bevolking dit gebied noemt, is tegenwoordig voor publiek toegankelijk. 